# 射的名人
『射的名人』(しゃてきめいじん、英:Syateki Meijinn)は、エイブルコーポレーションより2001年11月に発売されたプライズマシン。業界初の射的ゲームである。

## 概要
夜店の射的をモチーフにしたゲーム。実物のBB弾を使用しており、よりプレイヤーにインパクトをあたえるのが狙い。当時業界に射的のプライズマシンは無く、業界初の射的ゲームとして発売された。

## システム
プレイヤーは狙う景品を自分の腕前を考慮しながら5つのコース(詳細設置コース欄参照)から選択する。スタートと同時にライフルを発射して的を打ち抜く。それぞれのコースに設定された得点のクリアを目指す。制限時間内にクリア得点に達すれば景品払い出しとなる。

## 設置コース
- 入門コース(かならずクリアー？)
- 初級コース(だいたいクリアー)
- 中級コース(すこしむずかしい)
- 上級コース(かなりむずかしい)
- 名人コース(激ムズ！)